# Dugovečnost
Dugovečnost, ili dužina života, longevitet (engl. longevity) je termin koji se u demografiji ponekad koristi kao sinonim za očekivana dužina života. Međutim, „dugovječnost” se ponekad odnosi samo na posebno dug život pripadnika neke populacije, dok je „životni vek”" uvek definisan statistički kao prosečan broj godina preostalih u određenom uzrastu. Na primer, očekivano trajanje života stanovnika je po rođenju je isto kao i prosečna starost u trenutku smrti za sve ljude rođene u istoj godini. Dugovečnost je najbolje shvatiti kao izraz za opštu upotrebu, što znači tipična dužina života, a specifične statističke definicije treba razjasniti kada je to potrebno. Razmišljanja o dugovečnosti obično prekoračuju priznavanje kratkoće ljudskog života i uključuju razmišljanje o metodama da se život produži. Dugovečnost je bila tema ne samo za naučne zajednice, nego i za pisce naučne fantastike i utopijskih romana. Postoji mnogo poteškoća u proveri autentičnosti maksimalnog životnog veka ikad, čak i po najsavremenijim standardima verifikacije, zahvaljujući netačnim ili nepotpunim evidencijama datuma rođenja. Fikcije, legende i folklor su smatrali ili tvrdili da je životni vek u prošlosti ili budućnosti znatno duži od onog koji je procenjen modernim standardima, a neproverene dugovečnosti često govore i o njihovom postojanju u sadašnjosti.

## Istorija
Značajanu konstataciju je pomenuo Diogen (oko 250), koja je najranija (ili barem jedna od najranijih) referenci o „pouzdanim“ stogodišnjacima datim od nekog učenjaka, astronom Hiparh (oko 185. – oko 120. pne.), koji je navodno bio siguran da je filozof Demokrit od od Abdera (oko 470/460. – oko 370/360. pne.) živeo 109 godina. Sve ostale računice o Demokritovoj starosti, bez bilo kakvog konkretnog doba, slažu se da je filozof živeo više od 100 godina. Ova mogućnost je verojatno, s obzirom da se za mnoge starogrčke filozofe smatra da su živeli duže od 90 (npr. Ksenofan sa Kolofona, oko 570/565. - oko 475/470. pne., Pir Elis, oko 360. – oko 270. pne.), Eratosten od Cirene (285. – oko 190. pne.) itd. Slučaj Demokrit se razlikuje od slučaja, na primer, Epimenida sa Krita (7/6. vek pne.), za koga je rečeno da je živeo 154, 157 ili 290 godina.

## Nedavno trajanje života
Na individualnu dugovečnost utiče mnoštvo različitih faktora, a posebno pol, genetika, briga o zdravlju, higijena, ishrana, fizičke aktivnosti, životni stil i opšta kultura življenja. Sledi lista dugovečnost u različitim tipovima država:
- Razvijene zemlje: 77–90 godina (npr. Kanada: 81.29, 2010)
- Zemlje u razvoju: 32–80 godina (npr. Mozambik: 41.37, 2010)

Populacijske tablice života pokazuju porast očekivane dužine života:
- Španija: 79.08 (2002), 81.07 (2010)
- Australija: 80 (2002), 81.72 (2010)
- Italija: 79.25 (2002), 80.33 (2010)
- Francuska: 79.05 (2002), 81.09 (2010)
- Nemačka: 77.78 (2002), 79.41 (2010)
- Ujedinjeno Kraljevstvo: 80 (2002), 81.73 (2010)
- USA: 77.4 (2002), 78.24 (2010)
- Monako: 79.12 (2002), 89.73 (2011)
- Bosna i Hercegovina: 71 - muškarci i 76 - žene (2000).

## Dugovečne osobe
Gerontološka istraživačka grupa je proveravala rekordnu dugovečnost po modernim standardima, i pripremila listu superstogodišnjaka. Prema njima, rekordi uključuju sledeće osobe:
- Gert Adrijans Bomgard (1788–1899, 110 godina i 135 dana): prva osoba koja je prešla starost od 110 (21. septembra, 1898), a čija je starost proverena.
- Žana Kalman (1875–1997, 122 godina i 164 dana): najstarija žena u istoriji čija je starost dokazana savremenim dokumentima, što je ujedno i jedini dokumentovani slučaj ikad.
- Sara Knaus (1880–1999, 119 godina i 97 dana): druga dokumentovano najstarija osoba u modernom dobu Amerike.
- Džiroemon Kimura (1897–2013): proslavio svoj 116. rođendan u aprilu 2013. godine, bio je najstariji čovek u istoriji čija je starost potvrđena modernom dokumentacijom, a preminuo je 12. juna 2013. godine.
- Misao Okava (1898–2015): umrla u 117. godini, bila najstarija osoba u periodu od 12. juna 2013. do 1. aprila 2015.

## Glavni faktori
Studije zasnovane na dokazima pokazuju da je dugovečnost bazirana na dva glavna faktora: genetici i načinu života.

### Genetika
Studije blizanaca su procenile da otprilike 20-30% varijacija u ljudskom životnom veku može biti povezano sa genetikom, dok je ostatak posledica individualnog ponašanja i faktora životne sredine koji se mogu modifikovati. Iako je preko 200 varijanti gena povezano sa dugovečnosti prema podacima američko-belgijsko-UK istraživačke baze podataka o ljudskim genetskim varijantama, one objašnjavaju samo mali deo naslednosti.
Limfoblastoidne ćelijske linije ustanovljene iz uzoraka krvi stogodišnjaka imaju značajno veću aktivnost proteina za popravku DNK PARP (Poli ADP riboziltransferaza) nego ćelijske linije mlađih (20 do 70 godina) osoba. Limfocitne ćelije stogodišnjaka imaju karakteristike tipične za ćelije mladih ljudi, kako po njihovoj sposobnosti da aktiviraju mehanizam reparacije nakon H2O2 subletalnog oksidativnog oštećenja DNK, tako i po ekspresiji PARP gena. Ovi nalazi sugerišu da povećana ekspresija PARP gena doprinosi dugovečnosti stogodišnjaka, u skladu sa teorijom oštećenja DNK starenja.
U julu 2020. naučnici su, koristeći javne biološke podatke o 1,75 miliona ljudi sa poznatim životnim vekom, identifikovali 10 genomskih lokusa za koje se čini da suštinski utiču na zdravstveni vek, životni vek i dugovečnost – od kojih polovina nije ranije prijavljivana kao značajna za čitav genom, a većina je povezane sa kardiovaskularnim bolestima – i identifikuju metabolizam hema kao obećavajućeg kandidata za dalja istraživanja u ovoj oblasti. Njihova studija sugeriše da visoki nivoi gvožđa u krvi verovatno smanjuju, a geni uključeni u metabolizam gvožđa verovatno povećavaju broj zdravih godina života kod ljudi.

### Način života
Dugovečnost je veoma plastična osobina, a osobine koje utiču na njene komponente reaguju na fizičko (statičko) okruženje i na široke promene životnog stila: fizičke vežbe, navike u ishrani, životni uslovi i farmaceutske i nutritivne intervencije. Jedna studija iz 2012. je pokazala da čak i skromne količine slobodnog vremena i fizičke vežbe mogu produžiti životni vek za čak 4,5 godine. Štaviše, prošireni razvoj farmaceutskih proizvoda koji ciljaju na poremećaje povezane sa uzrastom trenutno je jedno od najopsežnije proučavanih i razvijenih oblasti u kojima naučnici razvijaju dodatke ishrani kao što su Elisijum, Helo100 ili Tron koji imaju potencijalne efekte na procese protiv starenja,  ili razvijaju lekove koji ciljaju na navodne mehanizme starenja, kao što je slučaj sa senoliticima.

## Literatura
- Lucian Boia (2005). Forever Young: A Cultural History of Longevity from Antiquity to the Present Door. Reaktion Books. ISBN 978-1-86189-154-9.
- Carey, James R. S. Judge; Debra (2000). Longevity records: Life Spans of Mammals, Birds, Amphibians, reptiles, and Fish. Odense Monographs on Population Aging 8. ISBN 978-87-7838-539-0.
- James R. Carey (2003). Longevity. The biology and Demography of Life Span. Princeton University Press. ISBN 978-0-691-08848-8.
- Gavrilova N.S., Gavrilov L.A. (2010) Search for Mechanisms of Exceptional Human Longevity. Rejuvenation Research, 13(2—3): 262-264.
- Gavrilova N.S., Gavrilov L.A. (2008), Can exceptional longevity be predicted? Contingencies [Journal of the American Academy of Actuaries], July/August issue, pp. 82–88.
- Gavrilova, Natalia S.; Gavrilov, Leonid A. (2007). „Search for Predictors of Exceptional Human Longevity”. North American Actuarial Journal. 11 (1): 49—67. doi:10.1080/10920277.2007.10597437.
- Gavrilov LA, Gavrilova NS. (2006) Reliability Theory of Aging and Longevity. In: Masoro E.J. & Austad S.N.. (eds.): Handbook of the Biology of Aging, Sixth Edition. Academic Press. San Diego, CA, p 3-42.
- Gavrilova, N.S., Gavrilov, L.A. (2005) Human longevity and reproduction: An evolutionary perspective. In: Voland, E., Chasiotis, A. & Schiefenhoevel, W. (eds.): Grandmotherhood - The Evolutionary Significance of the Second Half of Female Life. Rutgers University Press. New Brunswick, NJ, p 59-80.
- Leonid A. Gavrilov, Natalia S. Gavrilova (1991), The Biology of Life Span: A Quantitative Approach. New York: Harwood Academic Publisher
- John Robbins (2007). Healthy at 100. Ballantine Books. ISBN 978-0-345-49011-7.. garners evidence from many scientific sources to account for the extraordinary longevity of Abkhasians in the Caucasus, Vilcambansns in the Andes, Burusho people in Hunza, Pakistan, and Okinawans.
- Roy Walford (2000). Beyond The 120-Year Diet. New York: Four Walls Eight Windows. ISBN 978-1-56858-157-6.

## Spoljašnje veze
- Human Ageing Genomic Resources, a collection of databases and tools designed to help researchers study the genetics of human aging
- „The NetAge Database”., an online database and network analysis tools for biogerontological research